# Environmental Science & Technology
Environmental Science & Technology (abrégé en Environ. Sci. Technol.) est une revue scientifique bimensuelle à comité de lecture qui publie des articles de recherches originales dans les domaines couverts par les sciences environnementales. D'après le Journal Citation Reports, le facteur d'impact de ce journal était de 5,257 en 2012.
L'actuel directeur de publication est Jerald Schnoor (Université de l'Iowa, États-Unis).